# Aphamartania maculipennis
Aphamartania maculipennis är en tvåvingeart som först beskrevs av Macquart 1838.  Aphamartania maculipennis ingår i släktet Aphamartania och familjen rovflugor. Inga underarter finns listade i Catalogue of Life.